# Robert Coulouma
Robert Coulouma (1887-1976) est un imprimeur français, continuateur d'une tradition qu'il renouvela tout au long de sa carrière.
Succédant à son père, il collabora d'abord à Argenteuil puis à Paris avec des libraires-éditeurs tels que Georges Crès, René Hilsum, Simon Kra, Henri Jonquières ou encore Jacques Schiffrin, associant des graveurs et illustrateurs.

## Biographie
Né en Normandie, Robert Coulouma est le fils de Gaston Coulouma (1864-1913), imprimeur, propriétaire et directeur du bi-hebdomadaire régional le Journal des Andelys. Très investi dans la vie locale et professionnelle, Gaston Coulouma fut membre fondateur de l'Association professionnelle de la presse républicaine, membre de l'Association syndicale des journalistes professionnels de Normandie ainsi que de l'Union syndicale des maîtres imprimeurs de France. Il édita ce journal jusqu'à sa mort.
De son union avec Alice Morin naquirent, outre Robert, deux autres enfants : Henri en 1889 et Madeleine en 1891. Robert, après de solides études, apprend le métier de typographe en travaillant « selon la tradition hors de l'imprimerie paternelle, de maison en maison, jusqu'à Leipzig où il fit un stage d'un an. » en 1907. Son père achète en 1911 une propriété, rue de Diane, à Argenteuil, où il fonde l'imprimerie Coulouma, spécialisée dans les impressions en tous genres (travaux de luxe, périodiques, etc.), dont la marque typographique est reproduite sur l'enseigne de Gentil & Bourdet et sur les papiers à en-tête de l'entreprise. Ce nouvel atelier d'impression est une entreprise familiale, Robert et Henri y travaillent comme typographe aux côtés de leur père.
À la  mort de ce dernier, Robert, en tant qu'aîné, le remplace à la tête de l'imprimerie. En 1914, il est mobilisé puis blessé à Verdun, c'est alors son épouse, Suzanne Gorisse, qui assure la direction et la gestion des affaires. Après la guerre, son frère Henri part en Afrique où il s'installe comme imprimeur à Yaoundé (alors au Cameroun français). À partir de 1920, Robert Coulouma se lance dans l'impression de livres. En 1928, un millier d'ouvrages sont déjà sortis des presses d'Argenteuil.
De cette période féconde, Pierre Mac Orlan écrit qu'« en ce temps-là, tous les jeunes maîtres de l'illustration fréquentaient l'Imprimerie Coulouma. Chas Laborde, Daragnès, Martin, Marty, Siméon, Falké, Laboureur, Gus Bofa, Lucien Boucher et bien d'autres se mêlaient familièrement aux jeux du composteur et au ronronnement des machines aussi nettes que des objets de vitrine ».
Coulouma cesse son activité à Argenteuil en 1937, travaille à l'Imprimerie Georges Lang (Paris). Le 30 avril 1942, un bombardement britannique frappe Argenteuil et les locaux de l'imprimerie rue de Diane, qui seront vendus en 1946 à la société Volpi. En 1945, Robert Coulouma installe sa nouvelle imprimerie à Paris au 203-205 rue du Faubourg-Saint-Honoré. Elle connaît un brillant essor jusqu'à la retraite de Robert Coulouma, à l'âge de 70 ans, en 1957.
Il meurt à l'âge de 89 ans en 1976, deux ans après son épouse. Tous deux sont enterrés au cimetière de Montmartre.

## Imprimerie Coulouma d'Argenteuil, rue de Diane (1911-1937)

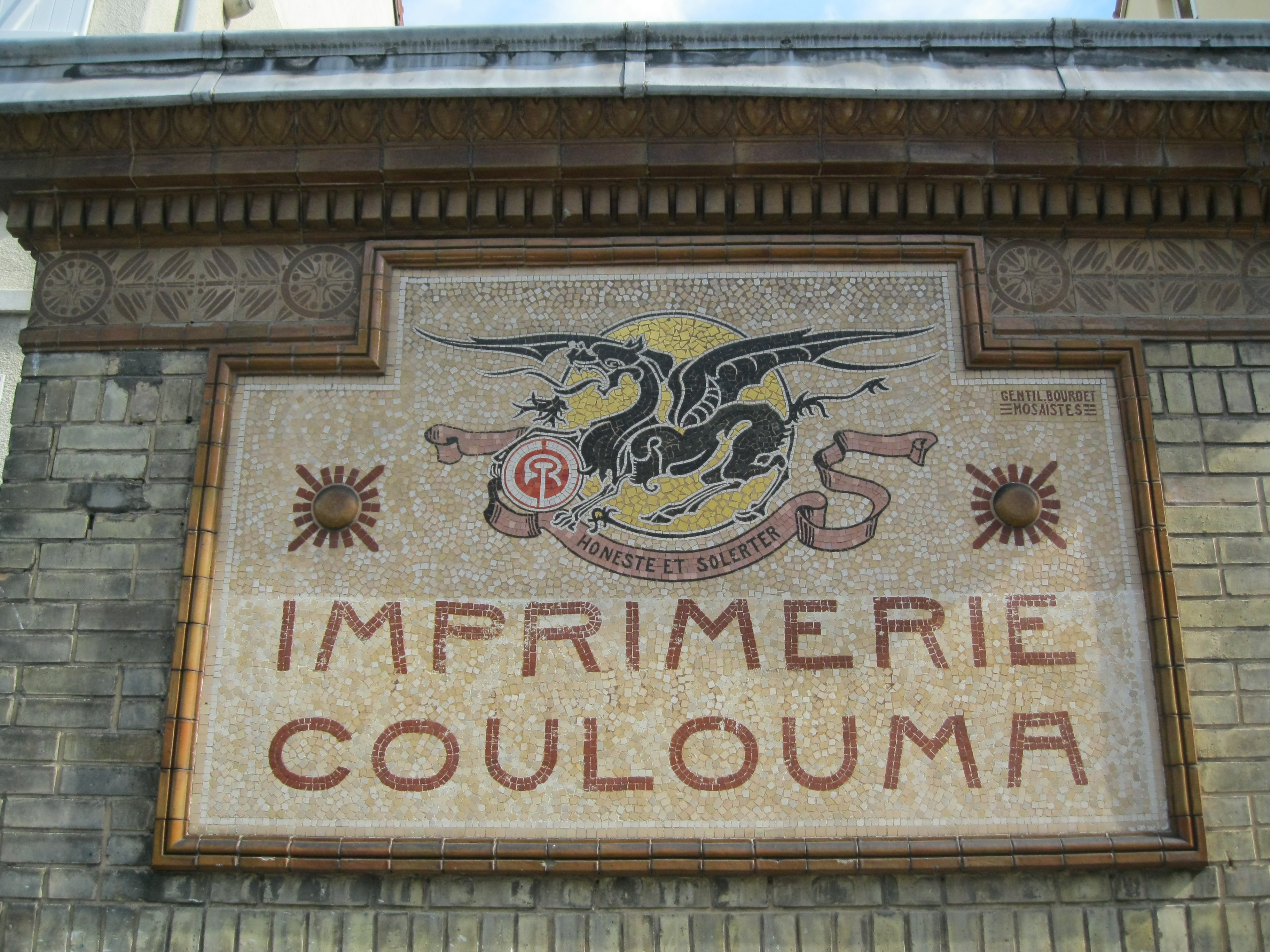
Enseigne de l'Imprimerie Coulouma à Argenteuil.

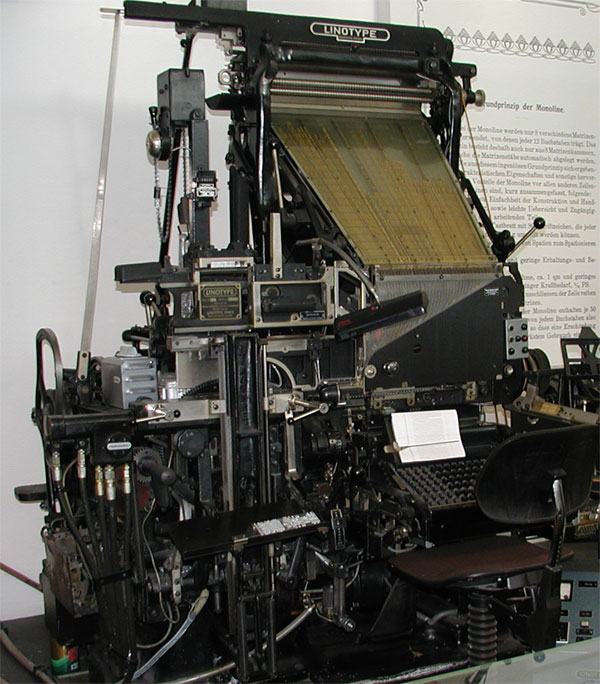
Composeuse-fondeuse de lignes-blocs Linotype utilisée par Coulouma.

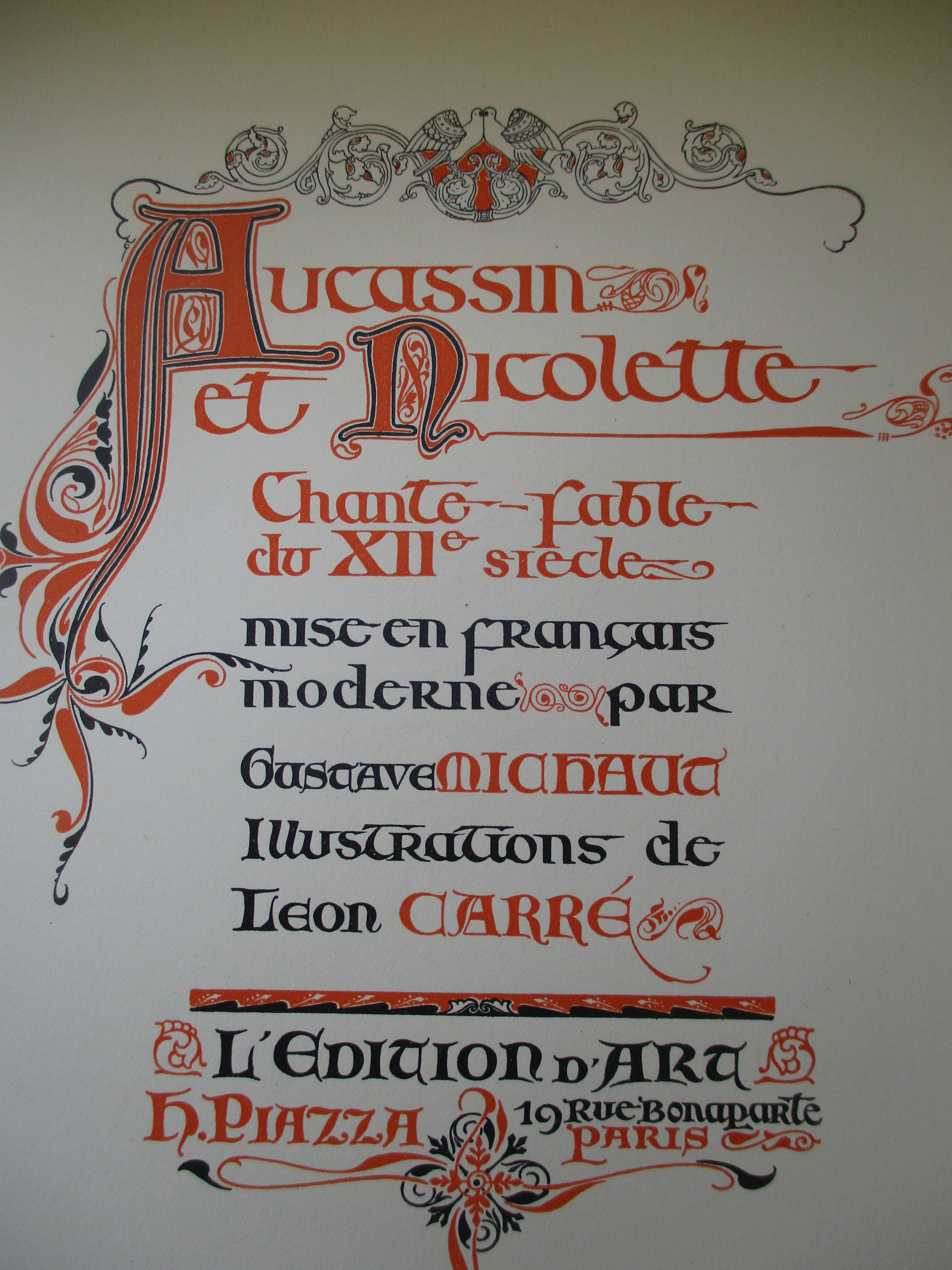
Aucassin et Nicolette (1929), édité par Piazza, imprimé avec des illustrations en couleur pleine page de Léon Carré ; titres et vignettes noir et rouge dessinés par Charles Navetto.

### Marque d'imprimeur: l'enseigne au griffon
Cette enseigne fut réalisée par les mosaïstes-céramistes de l'entreprise Gentil & Bourdet, fondée en 1905 par deux architectes, et en activité jusqu'à la mort de Bourdet en 1952. Elle comporte, à l'image des marques d'imprimeurs de la Renaissance, un monogramme tenu par un animal fabuleux, le griffon, référence à la marque d'un des pionniers de l'imprimerie Sébastien Gryphe (1492-1556) par analogie à son patronyme Gryphius en latin. À la différence du griffon de la marque de Sébastien Gryphe, (mi-aigle, mi-lion), il garde de la chimère l'arrière train de la chèvre, tel le griffon représenté par Martin Schongauer.
Comme les marchands-imprimeurs de la Renaissance, Robert Coulouma a créé un monogramme comportant ses initiales "C" et "R" et en miroir le "G"  du prénom de son père, Gaston Coulouma, avec lequel il a inauguré cette imprimerie entre 1911 et 1912. Sa devise latine « honeste et solerter », que l'on pourrait traduire par « honorablement et habilement ».

### Spécimen des caractères de l'Imprimerie Coulouma
L'Imprimerie Coulouma fond elle-même la plupart de ses caractères, du corps 8 au corps 36.
Pierre Mac-Orlan, dans sa préface du catalogue Spécimen des caractères de l'imprimerie Coulouma écrit : « L'Imprimerie Coulouma fond elle-même une partie de ses caractères qui s'échelonnent entre le corps 8 et le corps 36 ; ses machines à pointures peuvent tirer tous les papiers avec un registre parfait. »
Les caractères utilisés sont les Garamond, les Caslon, les Baskerville, les Elzevir, les Bodoni, les Néo-Didot, le Vieux-romain, le Giraldon, le Della Robia, les Jenson.

### Les machines de composition
Aussi bien à Argenteuil que plus tard à Paris, Robert Coulouma utilisera des machines de composition Linotype.
La Linotype est une composeuse-fondeuse de lignes blocs, inventée par Otmar Mergenthaler et brevetée en 1885, qui mesure 2,10 mètres de hauteur et pèse 1 375 kilogrammes. Cette machine est une véritable révolution dans le domaine de l'édition car elle permet la saisie de textes volumineux en un temps beaucoup plus rapide qu'auparavant car il n'y a plus à aligner à la main les types en plomb.  La Linotype sera utilisée dans l'imprimerie du début du siècle jusqu'aux années 60, où photocomposition et tirage offset la supplantent.
Le linotypiste tape sur un clavier alphanumérique à 90 caractères. Chaque frappe du clavier enclenche une matrice de cuivre en creux correspondant à un caractère. Après que le linotypiste ait tapé une ligne de caractères, la machine verse du plomb en fusion dans les matrices alignées (on parle de "ligne-bloc"). Après la fonte de la "ligne-bloc", automatiquement la machine redistribue les matrices utilisées au bon emplacement.

### Les principaux libraires-éditeurs associés à l'Imprimerie Coulouma d'Argenteuil (1913-1937)

#### Librairie A.& G. Mornay
Les éditeurs, Antoinette et Georges Mornay, entre 1919 et 1940, ont publié essentiellement deux grandes collections : Les Beaux livres et La Collection originale, tous illustrés, à petit tirage (environ 1000 exemplaires). L'édition de Maria Chapdelaine de Louis Hémon, illustrations du canadien Clarence Gagnon (1881-1942), dont le tirage typographique fut fait en juillet 1930, et dont l'impression des illustrations, sous la direction de M. Grenier des ateliers Godde et Chevassu, ne fut terminée que le 8 juin 1933, a été numérisée et est consultable sur Gallica. Les livres de la collection « Les Beaux livres » ont été imprimés à Argenteuil à l'Imprimerie Coulouma.

#### Éditions Henri Piazza
Henri Piazza fonde en 1922 la société « Le livre français ». À partir de 1927, il fait imprimer de nombreux livres par Coulouma. Son successeur, Robert Hostater, continuera jusqu'en 1936.

#### Éditions René Kieffer
René Kieffer, formé à l' École Estienne, commence sa carrière chez le relieur Marius Michel avant de fonder son propre atelier. Il se spécialise ensuite dans les reliures style art-déco, puis étend ses activités à l'édition. Il fonde les éditions René Kieffer et fait imprimer de nombreux livres chez Coulouma à Argenteuil dans des éditions de luxe ou demi-luxe originales pour lesquelles il fournit des reliures allant du cartonnage à la reliure d'art.

#### Éditions Georges Crès
Libraire-éditeur Georges Crès, fonde en 1913 sa première maison d'édition, Crès & Cie, en choisissant une édition bibliophilique "luxe et bon marché" de chefs-d’œuvre de la littérature contemporaine et de livres d'art. De 1920 à 1928 il travaille en collaboration avec l'imprimerie Coulouma à Argenteuil.

#### Éditions Au sans pareil
Au sans pareil, est une maison d’édition créée le 2 mai 1919, au 102 rue du Cherche-Midi, par René Hilsum (1895-1990). Entre mai 1919 et avril 1936, environ 170 volumes seront édités, dont un grand nombre est dû à des auteurs surréalistes et dadaïstes. À partir de 1934, René Hilsum connaît de graves difficultés financières, et tente de renégocier son fonds, puis vend sa collection « Le génie de la France » à Gallimard. En 1936, il cesse ses activités d'éditeur.
Nombreuses de ses éditions furent imprimées par Robert Coulouma à Argenteuil.

#### Éditions Jonquières
Henri Paul Jonquières, initié par son beau-frère, Georges Crès, au métier d'éditeur, ouvre sa maison en 1922 au 21 de la rue Visconti à Paris. Les 25 premiers volumes de la collection « Les Beaux romans », qui connut un beau succès à l'époque, seront imprimés sur les Presses de l'Imprimerie Coulouma, en petit tirage (un peu moins de 1200 exemplaires) :

#### Jacques Schiffrin (1892-1950)
Jacques Schiffrin, s'installe à Paris en 1922 et crée en 1923 les  Éditions de la Pléiade - J. Schiffrin & Cie, Paris, 6 rue Tournefort ; le premier livre édité sera la Dame de Pique de Pouchkine, traduction de Schiffrin et André Gide. En 1925 naît la Société des Amis de la Pléiade, rue Huygens, avec Simon Schiffrin (son frère), Joseph Poutermann (son beau-frère) et Alexandre Halpern. Charles du Bos est nommé directeur littéraire de la Pléiade en 1925. En 1931 paraît le premier volume de la Bibliothèque reliée de la Pléiade, qui, à la suite de nombreuses difficultés financières,  sera reprise en 1933 par la NrF (Nouvelle Revue Française) après une longue négociation menée par André Gide et Jean Schlumberger (12 volumes étaient déjà parus). De 1937 à 1941, Jacques Schiffrin garde la direction de sa collection mais est rémunéré en droits d'auteur. Victime de l'antisémitisme, il part en exil à New York où il fonde les éditions Pantheon Books avec l'éditeur Kurt Wolf.
De 1924 à 1931, les livres à l'enseigne de « J. Schiffrin et Cie- Éditions de la Pléiade » sont imprimés chez Coulouma à Argenteuil.
De 1931 à 1936, les 35 premiers volumes de la collection Bibliothèque de la Pléiade seront imprimés chez Robert Coulouma. Comme il est rapporté dans la lettre de la Pléiade no 2 de septembre-octobre-novembre 1999, André Gide a toujours parlé des premiers volumes de la Bibliothèque de la Pléiade comme étant l'édition Schiffrin :

« Mais pour Gide, la Pléiade était une innovation éditoriale remarquable. L'auteur ne manque pas une occasion de faire part de son enthousiasme à l'égard de ces précieux petits livres — à la pagination bien inférieure à celle que nous connaissons aujourd'hui, mais à l'apparence identique (papier, reliure, typographie), objets de compagnie qu'il est aisé de transporter. Observateur aigu, Julien Green note dans son journal à la suite d'un déjeuner avec Gide près du Bon Marché : « Comme il est question d'un des poèmes en prose de Baudelaire et que Gide a précisément l'édition de Schiffrin dans sa poche, il relit à haute voix les premières phrases de ce poème et nous regarde, les yeux brillant de plaisir ». Et Gide de relire en janvier 1932 le « charmant petit Racine » entre Carcassonne et Marseille  (...) À ses yeux, la Pléiade ne fut jamais autre que « la charmante petite édition Schiffrin ». »

L'India Paper utilisé par Schiffrin, étant jugé trop coûteux par la NRF, fut remplacé en 1934 par le Dünndruck-Papier commandé en Allemagne :

« En deux ans, quelque quatre cent mille feuilles 72 x 88 cm de Dünndruck- Papier (papier Bible) de quarante-cinq grammes au mètre carré, strictement identique au type fabriqué antérieurement pour les Éditions Schiffrin, furent importées et expédiées directement aux imprimeurs de la collection (notamment Coulouma, à Argenteuil, imprimeur des premiers titres de la collection). »

À propos du premier livre de la Bibliothèque de la Pléiade, le tome 1 des œuvres de Baudelaire, texte établi et annoté par Yves-Gérard Le Dantec, le 21 novembre 1931, André Gide écrit à Schiffrin : « Votre petit Baudelaire me ravit : c'est une merveille de présentation. L'appareil critique à la fin du volume est précieux. C'est décidément votre Baudelaire que je prendrai dans ma valise comme compagnon de voyage, de préférence à toute autre édition. Je ne l'ouvrirai pas sans penser à vous. Merci de tout coeur. Bien affectueusement votre. »

## Imprimerie Coulouma de Paris, rue du Faubourg Saint Honoré (1945-1957)

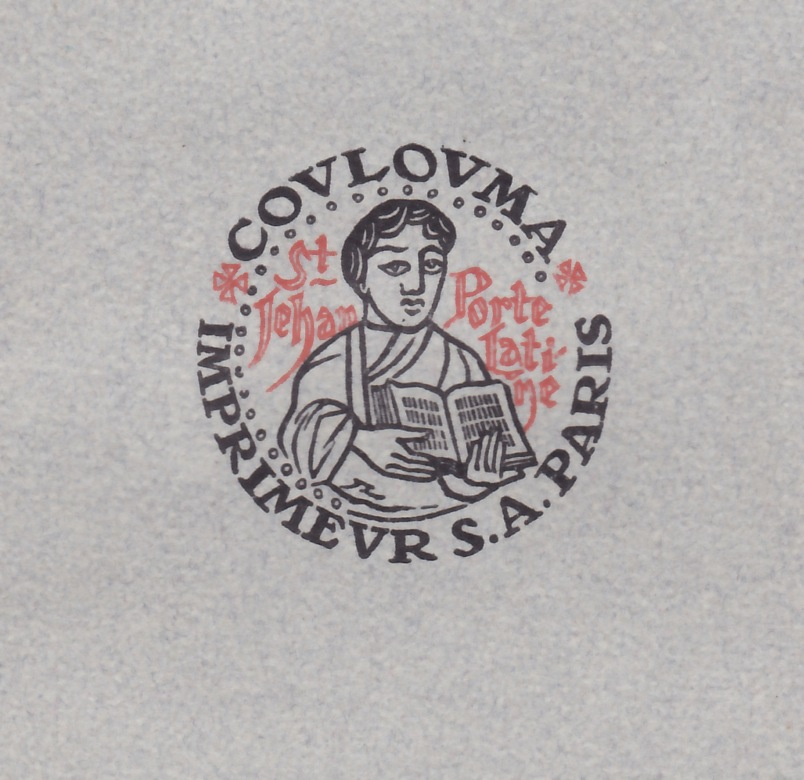
Marque de l'imprimeur Coulouma à Paris, à l'effigie de Saint Jehan Porte Latine, patron des imprimeurs et des typographes

A la fin de la guerre, Robert Coulouma, décide de vendre son atelier d'Argenteuil et de s'installer à Paris dans un hôtel particulier sis au 203-205 de la rue du  Faubourg Saint-Honoré.
Dans l'Essai sur Coulouma, paru en 1945, Pierre Mac-Orlan, dans sa préface, commence ainsi :
"Le décor de la nouvelle installation de l'Imprimerie Coulouma, en plein coeur du Faubourg Saint-Honoré, correspond bien à celui que tenterait d'imaginer un amateur de beaux livres. Le cri déchirant ou indigné des remorqueurs d'Argenteuil ne vient plus troubler la paix des casses, le rythme des presses et la sonnerie du téléphone qui relie les caractères de plomb, les célèbres Jenson, Bodoni, Garamont, Baskerville - et j'en passe- aux éléments les plus distingués de la pensée et de l'art. Toutes les jeunes firmes de l'édition d'art vinrent rue de Diane pour y confier leur destin. Aujourd'hui, mûries par l'âge et l'expérience, elles se retrouvent groupées autour des beaux outils d'une distinction traditionnelle, ornements classiques d'une imprimerie et qui ne manquent pas d'émouvoir tous ceux qui respectent le silence prodigieusement fécond des bibliothèques."

### Marque d'imprimeur: l'enseigne "Saint Jéhan Porte Latine"
Coulouma va adopter une nouvelle marque d'imprimeur, à l'enseigne au griffon va succéder l'effigie de  Saint Jehan Porte latine. C'est près de la porte de Rome qui mène vers le Latium que l'empereur Domitien fit subir à l'apôtre Jean le supplice d'être plongé dans une cuve d'huile bouillante. Mais miracle advint, et l'huile se transforma en un bain rafrâichissant. Saint-Jean, par la suite, devient patron des vignerons  et des tonneliers (jeu de mots sur « Porte la tine », la hotte des vignerons),  mais aussi, plus tard,  patron des ciriers, des imprimeurs et des typogaphes. Plusieurs explications possibles à cela : la porte latine disposait de charnières centrales et donc s'ouvrait et se refermait comme un livre, les ciriers et les imprimeurs utilisent des huiles grasses, les premiers livres imprimés furent écrit en latin.